# 肥満細胞腫
肥満細胞腫(英: mast cell tumor)とは肥満細胞より構成される腫瘍である。ヒトの悪性腫瘍の場合は、肥満細胞症（Mastocytosis）と呼ばれる。

## 他の動物
肥満細胞腫は種々の動物で認められる。肥満細胞は骨髄に由来し、通常は結合組織に分布する。免疫系の構成要素の一つであり、アレルギー反応に関連してヒスタミンを放出する。肥満細胞は組織損傷にも反応する。肥満細胞の顆粒はヒスタミン、ヘパリン、血小板活性化因子などを含む。肥満細胞腫は老齢のイヌやネコにおいて皮膚の悪性腫瘍として一般的である。イヌの皮膚腫瘍の20-25%は肥満細胞腫であり、ネコでも同程度の割合である。